# RAF Hethel
Royal Air Force Station Hethel sau mai simplu, RAF Hethel este o fostă stație aeriană Royal Air Force (ICAO: EGSK) care a fost folosită atât de Forțele Aeriene ale Forțelor SUA (USAAF), cât și de Forțele Aeriene Regale (RAF) în timpul celui de-al doilea război mondial. Aeroportul este situat la 11 km sud-vest de Norwich, Norfolk, Anglia și este în prezent deținut de Lotus Cars.